# Kohlberg Kravis Roberts
KKR & Co. Inc. (dříve také Kohlberg Kravis Roberts & Co. a KKR & Co. L.P.) je americká globální investiční společnost, spravující mnoho různých tříd aktiv, včetně private equity, odvětví energetiky, infrastruktury, nemovitostí, úvěrů a prostřednictvím strategických partnerů také hedgeových fondů. Firma úspěšně realizovala více než 280 private equity investic v portfoliových společnostech s celkovou hodnotou aktiv 545 miliard dolarů ke 30. červnu 2017. Ke 30. září 2017 byla hodnota spravovaných aktiv (Assets Under Management neboli "AUM") 153 miliard dolarů a hodnota výdělečných aktiv (Fee Paying Assets Under Management, neboli "FPAUM") 114 miliard dolarů.
Společnost byla založena roku 1976 Jerome Kohlbergem, Jr., a bratranci Henry Kravisem a George R. Robertsem, kteří spolu všichni pracovali v investiční bance Bear Stearns, kde realizovali jedny z prvních „leveraged buyout“ (LBO) transakcí. Od svého založení KKR úspěšně dokončilo řadu transakcí, včetně LBO RJR Nabisco v roce 1989, což byla do té doby největší LBO transakce, nebo LBO TXU Corporation v roce 2007, což je dosud největší úspěšně realizovaný LBO.
KKR má pobočky ve 21 městech a 16 zemích na všech kontinentech. Sídlo má společnost v moderním newyorském mrakodrapu zvaném Solow Building na 9 West 57th Street, i když v roce 2015 oznámila svůj záměr přesunout se do nově budovaného mrakodrapu na 30 Hudson Yards.
V březnu 2010 KKR poprvé požádalo o kotaci svých akcií na newyorské burze a od 15. července 2010 jsou akcie obchodovány.